# سيرغي بوريسوفيتش موروزوف
سيرغي بوريسوفيتش موروزوف (بالروسية: Морозов, Сергей Борисович)‏ هو لاعب كرة قدم روسي في مركز الدفاع، ولد في 3 مارس 1989 في موسكو في روسيا. شارك مع منتخب روسيا تحت 17 سنة لكرة القدم. أما مع النوادي، فقد لعب مع أفانجارد كورسك وأمكار بيرم وتوربيدو موسكو.

## وصلات خارجية
- سيرغي بوريسوفيتش موروزوف على موقع قاعدة بيانات كرة القدم.إي يو (الإنجليزية)
- سيرغي بوريسوفيتش موروزوف على موقع Soccerway.com (الإنجليزية)